# 6199 Yoshiokayayoi
A 6199 Yoshiokayayoi (ideiglenes jelöléssel 1992 BK1) a Naprendszer kisbolygóövében található aszteroida. Atsushi Sugie fedezte fel 1992. január 26-án.